# 三菱MK9
三菱MK9發動機（日本陸軍編號：型）為第二次世界大戰中期由三菱重工業研發製造的飛機用18氣缸空冷式星型發動機。

## 開發簡史
三菱重工業二戰前為了發展下一代軍機，也投入了2,000匹馬力等級引擎研製。三菱早期的開發成果是把火星發動機設計18汽缸化的三菱Ha-42發動機（MK6/MK10），雖然性能不差，但因為本體是體積較大的火星引擎，所以比較適合在轟炸機上使用。但三菱得知中島飛機研製出體積小、出力大的NK9「譽」18氣缸星型引擎相當震撼，為追上競爭對手，三菱決定研發以金星發動機設計為基礎的18汽缸，2,000匹馬力量級之戰機用空用發動機，開發代號A20（A的意思是AIR COOLING）。
為了趕上同業技術成果，三菱對A20提出許多的高難度技術要求，例如：
- 世界第一等級的功率重量比（高推重比）
- 世界第一等級的低空氣阻力
- 高妥善率
- 最大輸出2,200匹馬力量級
- 高速高空性能以世界第一為目標

雖然強調許多的「世界第一」，但是也為這款引擎帶來許多的研發困難，所以開發因而延宕，為加速研發效率三菱還從海軍手上取得譽發動機的測試數據。Ha-43引擎嶄露頭角的機會是在烈風戰鬥機飛行性能不合格之後，三菱慫恿海軍更換它們的新引擎替換中島的譽系列；而更換引擎後的烈風十一型飛行表現確實有改善，但高空性能仍舊無解，但海軍下令三菱重工業生產MK9引擎和研製各種改良型號(有五種型號，分別是MK9A、MK9B、MK9C、MK9D和改造型的MK9Db等)；雖然三菱技術人員在戰後回憶認為「假如早點讓烈風換引擎應該可以更早服役」，但是海軍技術官員認為「譽」引擎真正問題出在高精度設計在量產後的粗製濫造招致性能未達門檻，同樣用較緊緻的引擎提升性能的三菱一樣會有這問題。
實際上，同樣使用Ha-43的陸軍Ki-83戰鬥機在測試過程因為採用了渦輪增壓器版本的ハ‐211ル，就發生引擎本體調整不良與渦輪增壓器故障等問題，而震電戰鬥機更是第2次試飛就發生引擎故障，在待料中戰爭結束；多少也證明了即使只是試製高品質引擎，Ha-43的妥善率依舊不高的隱憂。
但最後，Ha-43引擎沒有正式量產，實際產量相當稀少。因為1944年12月日本發生東南海地震，生產工廠設於名古屋的三菱受害嚴重，加上B-29空襲讓復建雪上加霜，結果在翌年三菱重工重建進度無法完成。

## 性能（MK9A）
- 引擎類型:18氣缸空冷式複列星型引擎
- 引擎全長:2,020mm
- 引擎全寬:1,230mm
- 汽缸內徑×行程:140mm×150mm
- 汽缸容量:41.6公升
- 排氣量:41,600cc
- 增壓器:一段二速離心式機械增壓器
- 重量:960公斤
- 燃料供應系統:直接低壓燃料噴射装置
- 海平面輸出馬力: 2,200匹馬力
- 一般輸出馬力：
  - 2,070匹馬力/2,800RPM（高度1,000米）
  - 1,930匹馬力/2,800RPM（高度5,000米）

## 採用機種
- 烈風戰鬥機
- 震電戰鬥機
- 紫電改(計劃更換)
- Ki-83

## 外部連結
- http://rikukaigunki.nobody.jp/engine/engine.html（页面存档备份，存于）
- https://archive.today/20130419080210/http://mirokosunnex.miroko.tw/columns/data/jael.html